# Severino Varela
Severino Varela Puente (Montevideo, 14 de septiembre de 1913-Montevideo, 29 de julio de 1995) fue un futbolista uruguayo que se desempeñaba en la posición de delantero y que formó las filas de algunos de clubes más grandes e importantes, tanto de Uruguay como de Argentina.
Se caracterizaba por jugar con una boina blanca, la cual le hizo ganar el apodo de «Boina Fantasma».
Ostenta el récord de ser el futbolista uruguayo con mayor cantidad de goles convertidos en Copa América. Con la Selección de Fútbol de Uruguay ganó la Copa América 1942.
Es considerado un ídolo de Boca Juniors en la década de los años 1940, en la institución «xeneize» logró un total de 3 títulos, que incluyen los campeonatos de Primera División de 1943 y 1944, siendo importante en ambos certámenes, y la Copa de Confraternidad Escobar-Gerona, organizada por la AFA y la AUF, en 1945.

## Trayectoria

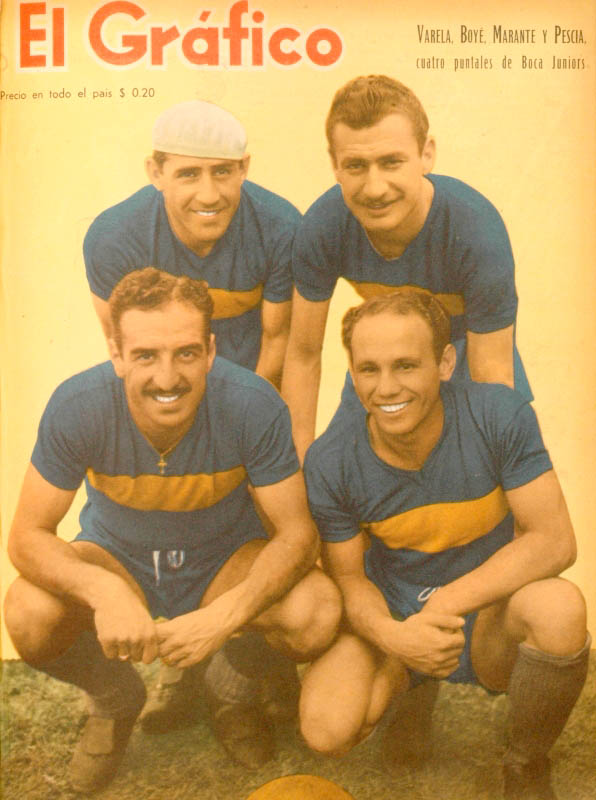
Severino Varela, Mario Boyé, José Marante y Natalio Pescia

Su primer club fue el River Plate de Montevideo. Jugó en Peñarol y Boca Juniors en las décadas de 1930 y 1940. Con Boca ganó dos torneos nacionales (1943 y 1944) y se destacó por la cantidad de goles que le convirtió a River Plate, especialmente uno realizado de cabeza en palomita y con la boina puesta, el 26 de septiembre de 1943, que le ganó el apodo de la boina fantasma. Varela se destacaba por jugar con una boina blanca puesta, como resultado de un convenio publicitario, mucho antes de que tales convenios se realizaran. En 74 partidos que jugó para Boca hizo 46 goles; a River le hizo 5 goles en seis partidos, convirtiéndose en un verdadero verdugo del club Millonario. En 1945, Boca le otorgó un cheque en blanco para que el pusiera las cifras, pero este, honesto y justo dijo: "No quiero llevarme la plata que no puedo ganarme". Severino volvió a Peñarol, donde permaneció hasta 1947. Años más tarde, en 1949, Boca había cumplido la peor campaña de su historia, y estaba a punto de descender. Severino se ofreció a jugar gratis para ayudar a su querido club, pero los dirigentes no querían. Finalmente Boca no descendió y permaneció en primera hasta la actualidad. Más adelante en 1954, Boca estaba logrando un título local, luego de 10 años, de aquel glorioso 1944, y Severino fue como invitado desde Montevideo y dio la vuelta olímpica junto con los jugadores, siempre con su sonrisa y también su infaltable boina blanca, que tantos recuerdos y alegrías les dio a los hinchas xeneizes.

## Selección nacional
Ha sido internacional con la Selección de fútbol de Uruguay en 40 oportunidades, marcando 29 goles. A su vez es el máximo anotador de su selección en Copa América.

### Participaciones en Copa América
| Copa América                 | Sede      | Resultado  | Partidos | Goles |
| ---------------------------- | --------- | ---------- | -------- | ----- |
| Campeonato Sudamericano 1937 | Argentina | Semifinal  | 5        | 5     |
| Campeonato Sudamericano 1939 | Perú      | Subcampeón | 4        | 5     |
| Campeonato Sudamericano 1942 | Uruguay   | Campeón    | 6        | 5     |
| Total                        | Total     | Total      | 15       | 15    |

## Clubes
| Club         | País      | Año       |
| ------------ | --------- | --------- |
| River Plate  | Uruguay   | 1932-1934 |
| Peñarol      | Uruguay   | 1935-1942 |
| Boca Juniors | Argentina | 1943-1945 |
| Peñarol      | Uruguay   | 1946-1947 |
| Sud América  | Uruguay   | 1948      |

## Palmarés

### Campeonatos nacionales
| Título              | Club         | País      | Año  |
| ------------------- | ------------ | --------- | ---- |
| Campeonato Uruguayo | Peñarol      | Uruguay   | 1935 |
| Campeonato Uruguayo | Peñarol      | Uruguay   | 1936 |
| Campeonato Uruguayo | Peñarol      | Uruguay   | 1937 |
| Campeonato Uruguayo | Peñarol      | Uruguay   | 1938 |
| Primera División    | Boca Juniors | Argentina | 1943 |
| Primera División    | Boca Juniors | Argentina | 1944 |

### Campeonatos internacionales
| Título              | Equipo               | Sede final | Año  |
| ------------------- | -------------------- | ---------- | ---- |
| Copa América        | Selección de Uruguay | Uruguay    | 1942 |
| Copa Confraternidad | Boca Juniors         | Uruguay    | 1945 |